# NGC 1808
NGC 1808 è una galassia a spirale barrata visibile nella costellazione della Colomba.
È visibile attraverso un telescopio come una macchia allungata chiara verso il centro; con strumenti semiprofessionali si evidenziano nei suoi bracci di spirale notevoli addensamenti luminosi. NGC 1808 è effettivamente una galassia particolare, che presenta un warp molto accentuato, ossia una grande deformazione del suo disco, nel quale per altro è in atto una violentissima formazione stellare, al punto da essere considerata una galassia starburst. Probabilmente questa grande attività è dovuta all'influenza gravitazionale di altre galassie vicine, in particolare NGC 1792. La distanza dalla Via Lattea è stimata sui 39 milioni di anni luce.

## Gruppo di NGC 1792
NGC 1808 presenta emissioni nel dominio dei raggi X e fa parte del Gruppo di NGC 1792, un raggruppamento che comprende almeno otto galassie. Gli altri membri del gruppo sono NGC 1792, NGC 1827, ESO 305-G009, ESO 362-G011, ESO 362-G011 e ESO 362-G011.
Nella sua pubblicazione del 1993, Garcia menzionava alcune di queste galassie, ma le includeva nel Gruppo di NGC 1800. Inoltre non includeva la galassia ESO 362-G016, mentre aggiungeva ESO 305-G017, che però non è attiva nei raggi X.
Richard Powell, nel suo sito "Atlas de l'Univers", menziona l'esistenza del gruppo, ma vi include solo quattro galassie, cioè NGC 1792, NGC 1808, NGC 1827 e ESO 305-9.

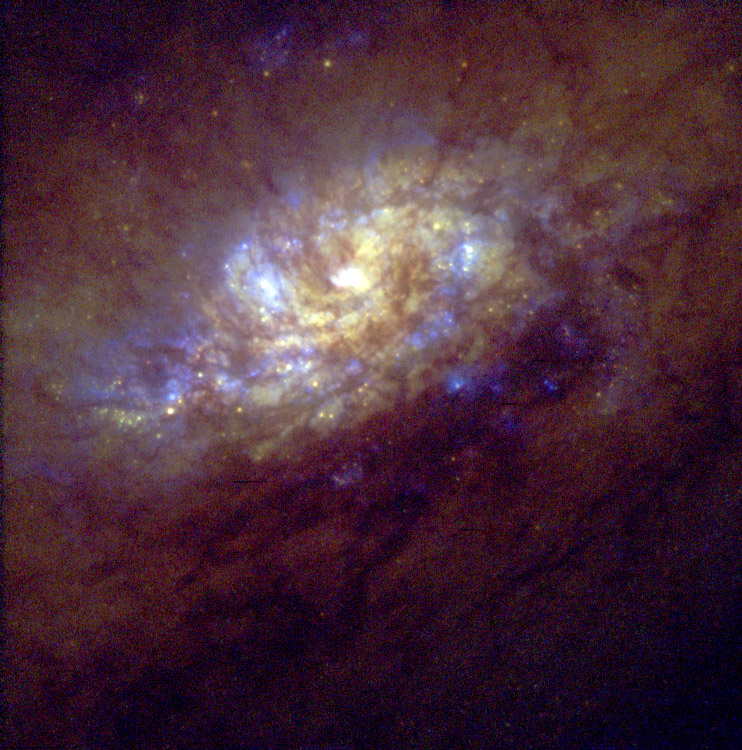
NGC 1808 - centro galattico (Telescopio spaziale Hubble)
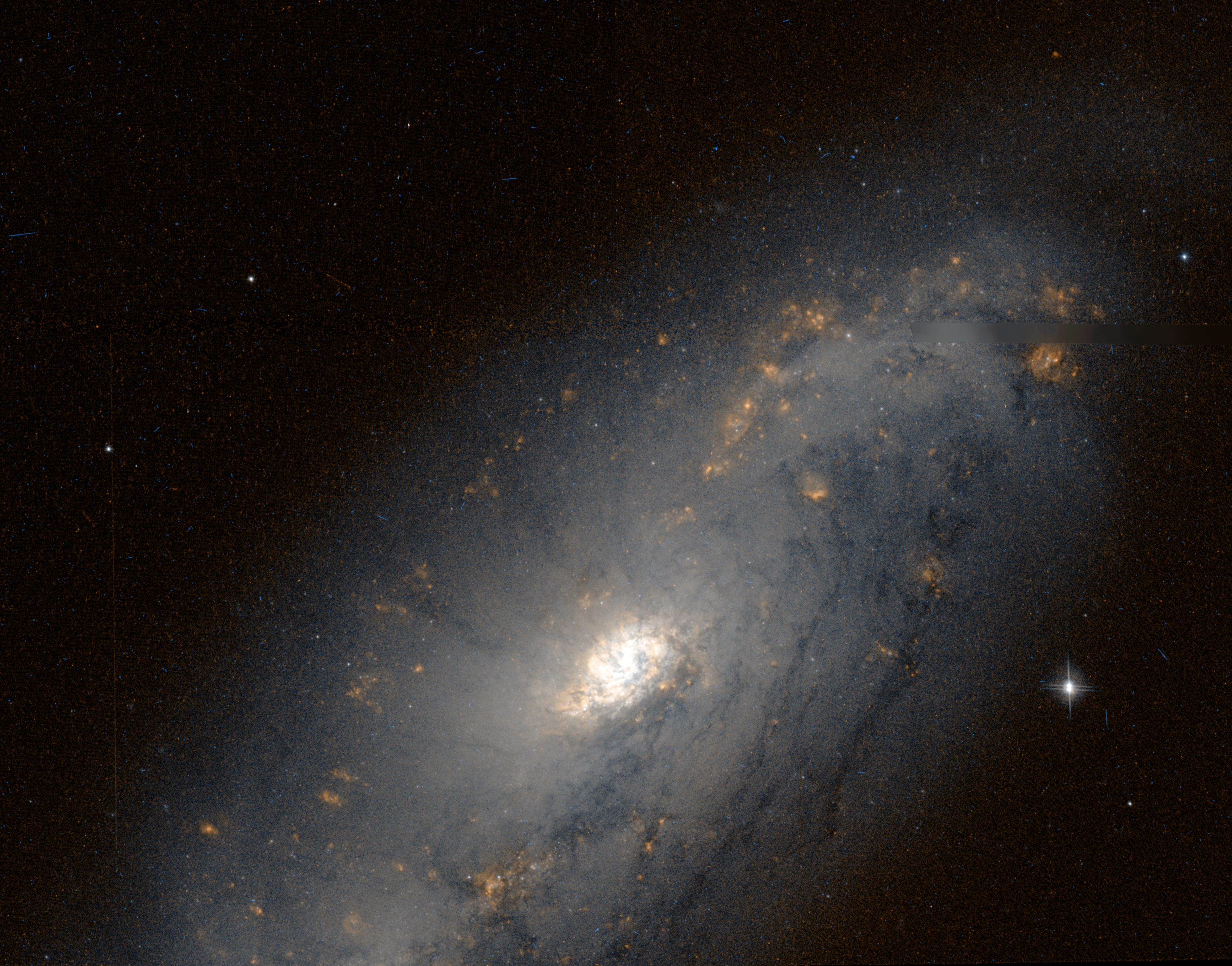
NGC 1808 (Telescopio spaziale Hubble)
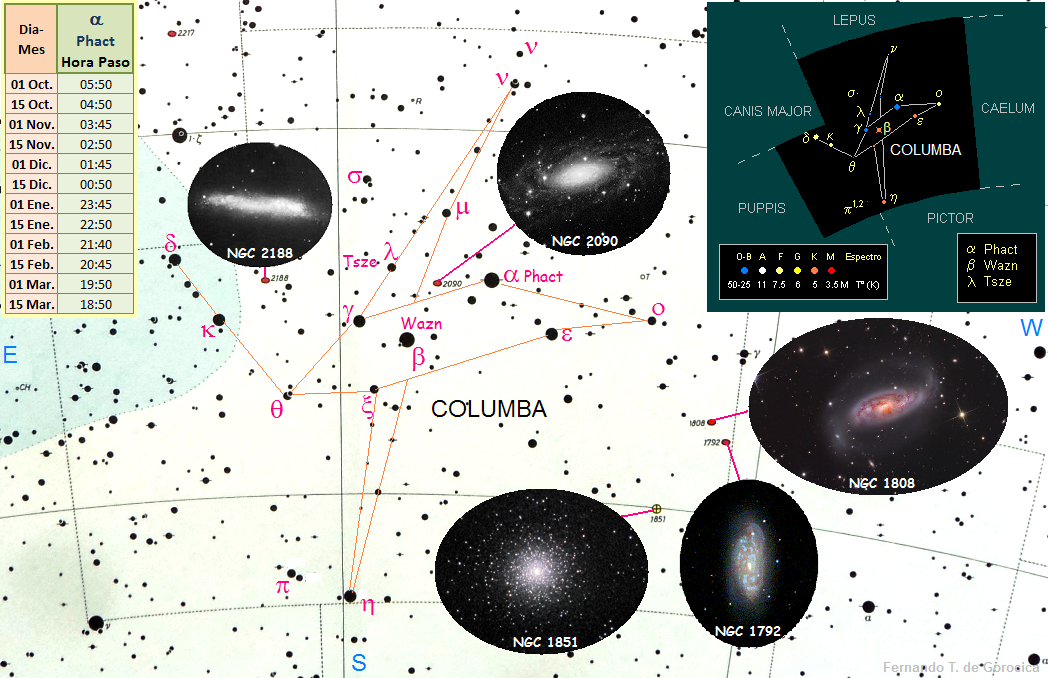
Costellazione della Colomba